# کلود ریش
کلود ریش (فرانسوی: Claude Rich‎؛ زادهٔ ۸ فوریهٔ ۱۹۲۹) یک هنرپیشه اهل فرانسه است.
از فیلم‌ها یا برنامه‌های تلویزیونی که وی در آن نقش داشته‌است می‌توان به آستریکس و اوبلیکس: مأموریت کلئوپاترا و انتقام تفنگداران اشاره کرد.